# Silke Salomon

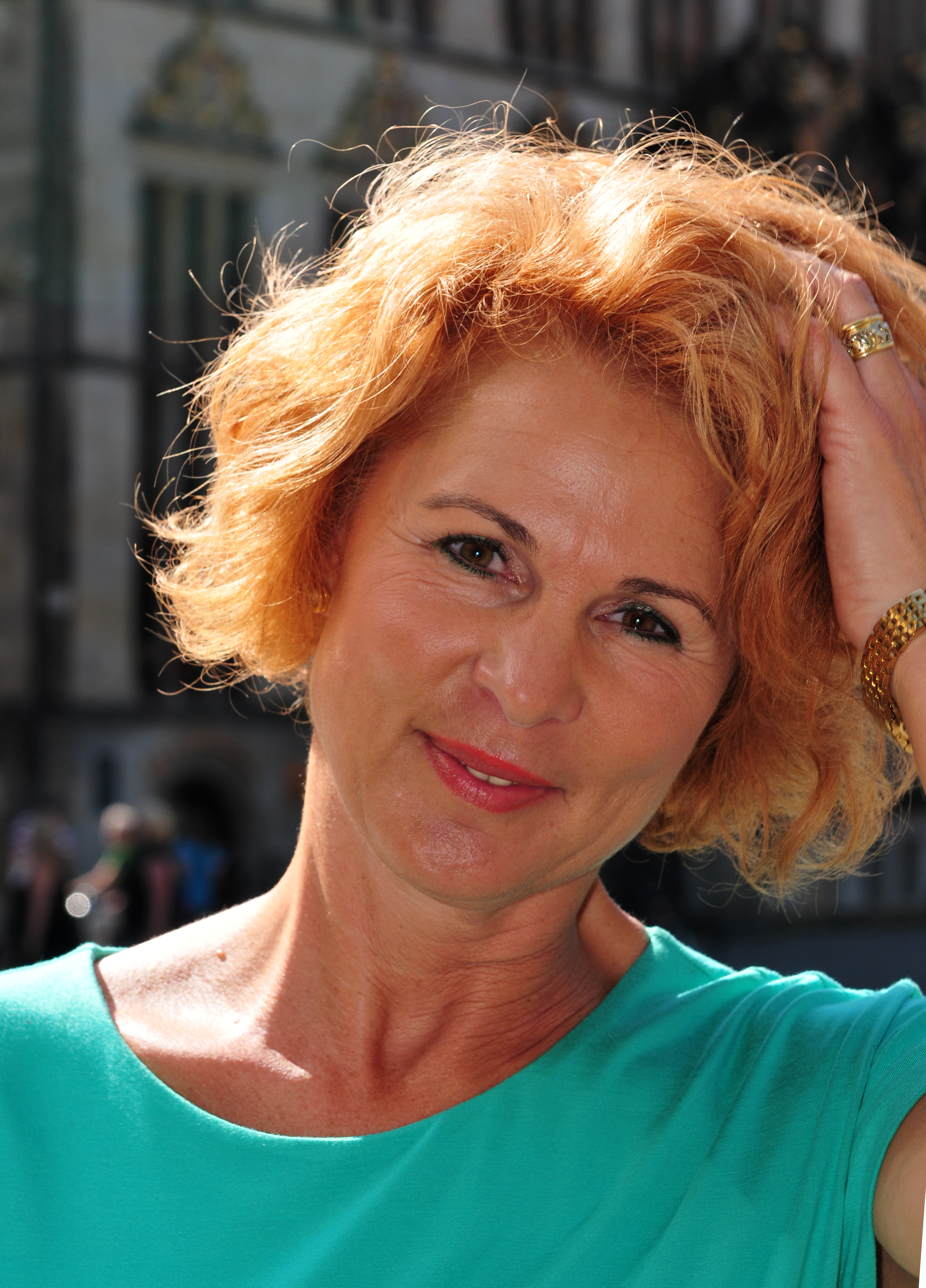
Silke Salomon (2014)

Silke Salomon (* 4. September 1965 in Berlin, geb. Hankel) ist eine bremische Politikerin der CDU und war Abgeordnete in der Bremischen Bürgerschaft.

## Biografie

### Ausbildung und Beruf
Nachdem Salomon in Berlin ihr Abitur abgelegt hatte, studierte sie an der Universität Rostock von 1984 bis 1989 Chemie und schloss das Studium als Diplom-Chemikerin ab. Von 1989 bis 1995 war sie im Beruf tätig. Von 1995 bis 1998 war sie Wissenschaftliche Mitarbeiterin beim Deutschen Bundestag im CDU-Wahlkreisbüro in Bremerhaven. Seit 1998 ist sie Mitarbeiterin bei der CDU Bremerhaven.

### Politik
Salomon trat 1995 in die CDU ein. Sie war von 2003 bis 2015 Abgeordnete in der Bremischen Bürgerschaft.
Dort war sie im Ausschuss für Angelegenheiten der Häfen im Lande Bremen, Ausschuss für Integration, Bundes- und Europaangelegenheiten, internationale Kontakte und Entwicklungszusammenarbeit, Ausschuss für Wissenschaft, Medien, Datenschutz und Informationsfreiheit, Ausschuss für die Gleichstellung der Frau und im Wahlprüfungsgericht vertreten.